# Hindenburgallee
Hindenburgalleen und Paul-von-Hindenburg-Alleen sind nach dem Reichspräsidenten Paul von Hindenburg (1847–1934) benannt.

## Hindenburgalleen
- Hindenburgallee in Ahaus
- Hindenburgallee in Bonn
- Hindenburgallee in Emmerich am Rhein
- Hindenburgallee in Gehrden
- Hindenburgallee in Hailer (Gelnhausen)
- Hindenburgallee in Hünfeld
- Hindenburgallee in Malente
- Hindenburgallee in Munster
- Hindenburgallee in Rüdesheim am Rhein
- Hindenburgallee in Springe
- Hindenburgallee in Stadtlohn
- Hindenburgallee in Volkach
- Von-Hindenburg-Allee in Berchtesgaden

## Ehemalige Hindenburgalleen
- Lindenallee in Aschaffenburg
- Konrad-Adenauer-Allee in Bremen